# 청춘! 신고합니다
청춘! 신고합니다는 KBS 1TV에서 1998년 10월 12일부터 2007년 4월 26일까지 방송되었던 시사교양 프로그램이다.

## 역사
1998년 10월 12일 "TV 내무반 신고합니다"로 방송을 시작하면서 2003년 5월 12일 방송을 끝으로 폐지되고 나서 2003년 5월 19일부터 스튜디오가 아닌 무대 형식의 "청춘! 신고합니다"가 신설되어 방송하였으나, 2007년 4월 26일 방송을 마지막으로 폐지되었다.

## 방송 시간
| 방송 채널 | 방송 기간                           | 방송 시간                            | 방송 분량 | 제목                 |
| --------- | ----------------------------------- | ------------------------------------ | --------- | -------------------- |
| KBS 1TV   | 1998년 10월 12일 ~ 1999년 11월 15일 | 매주 월요일 저녁 7시 35분 ~ 8시 30분 | 55분      | TV 내무반 신고합니다 |
| KBS 1TV   | 1999년 11월 22일 ~ 2001년 10월 29일 | 매주 월요일 저녁 7시 35분 ~ 8시 25분 | 50분      | TV 내무반 신고합니다 |
| KBS 1TV   | 2001년 11월 5일 ~ 2003년 5월 12일   | 매주 월요일 저녁 7시 30분 ~ 8시 25분 | 55분      | TV 내무반 신고합니다 |
| KBS 1TV   | 2003년 5월 19일 ~ 2005년 4월 25일   | 매주 월요일 저녁 7시 30분 ~ 8시 25분 | 55분      | 청춘! 신고합니다     |
| KBS 1TV   | 2005년 5월 7일 ~ 2005년 10월 29일   | 매주 토요일 오후 5시 10분 ~ 6시      | 50분      | 청춘! 신고합니다     |
| KBS 1TV   | 2005년 11월 4일 ~ 2006년 11월 17일  | 매주 금요일 저녁 7시 30분 ~ 8시 25분 | 55분      | 청춘! 신고합니다     |
| KBS 1TV   | 2006년 11월 23일 ~ 2007년 4월 26일  | 매주 목요일 저녁 7시 30분 ~ 8시 25분 | 55분      | 청춘! 신고합니다     |

## 진행자
TV 내무반 신고합니다
- 제1대 : 이계진, 신윤주[3], 이용식[4]
- 제2대 : 이계진, 변우영, 이용식
- 제3대 : 이계진, 최윤영[5], 이용식
- 제4대 : 이계진, 한우경[6],이용식
- 제5대 : 이계진, 오주은, 이용식

청춘! 신고합니다
- 2003년 5월 19일 ~ 2003년 5월 26일 : 윤인구(24기)[7]
- 2003년 6월 2일 ~ 2003년 6월 16일 : 윤인구(24기), 김빈우
- 2003년 6월 23일 ~ 2004년 5월 3일 : 윤인구(24기), 손미나(24기)[8]
- 2004년 5월 10일 ~ 2005년 5월 14일 : 윤인구(24기), 이지연(26기)[9]
- 2005년 5월 21일 ~ 2005년 10월 22일 : 윤인구(24기), 고민정[10]
- 2005년 10월 29일 ~ 2007년 4월 26일 : 윤인구(24기), 전제향[11]

## 내레이터
- 엄주환
- 김종환
- 안지환

## 제작진
- 프로듀서 : 함형진
- 연출 : 고영산, 채형석, 안병락, 유희원, 지형욱
- 대본 : 김경아
- 구성 : 박동순, 강수민, 차나영, 송은주
- FD : 강동우

## 에피소드 목록

### 1998년
- 10월 12일 육군 백두산부대
- 10월 19일 육군 논산 제2훈련소 본부근무대
- 10월 26일 해병대 사령부 의장대
- 11월 2일 육군 황소부대 제71항공 정비대
- 11월 9일 육군 을지 흑표부대
- 11월 16일 육군 번개부대 사단사령부
- 11월 23일 육군 파월 백마. 십자성 부대
- 11월 30일 공군 군수사령부 81항공정비창
- 12월 7일 육군 광주 보병 학교
- 12월 21일 육군 충효부대[ROTC]
- 12월 28일 대한민국 특전 동지회

### 1999년
- 1월 4일 해병 청룡부대
- 1월 11일 미카투사
- 1월 18일 육군 수도방위사령부
- 1월 25일 여군간호사관
- 2월 1일 육군 불무리부대[학사4기]
- 2월 8일 국군 청평 병원
- 2월 15일 여군 특전사 은날개회
- 2월 22일 육군 승리부대
- 3월 1일 육군 을지부대
- 3월 8일 육군 제2군수 지원 사령부 제2의무 보급창
- 3월 15일 육군 제1군수 지원 사령부 82정비대대
- 3월 22일 해병1사단
- 3월 29일 육군 제11사단 화랑부대
- 4월 5일 육군 1군사령부 군예대
- 4월 12일 육군 백마부대 (출연: (故)하일성(前 KBS 야구해설위원 - 前 야구인)
- 4월 19일 해군 홍보단
- 4월 26일 육군 6사단 청성부대
- 5월 3일 육군 3사단 백골부대
- 5월 10일 육군 101여단 무적부대
- 5월 17일 육군 31사단 충장부대
- 5월 24일 육군 28사단 무적태풍부대
- 5월 31일 해군 군수사령부
- 6월 7일 육군 25사단 비룡부대
- 6월 14일 여군학교
- 6월 21일 육군 1116 야전 공병단
- 6월 28일 [6.25 특집] 백마고지 참전 전우회
- 7월 5일 공군교육사령부
- 7월 12일 육군 2군사령부 군예단
- 7월 19일 해병1사단 군악대
- 7월 26일 육군 군수사령부 제5보급창
- 8월 2일 육군 35사단 충경부대
- 8월 9일 육군 21사단 백두산부대
- 8월 16일 육군 맹호부대
- 8월 23일 육군 7사단 칠성부대
- 8월 30일 육군 화학학교
- 9월 6일 육군 군수 사령부
- 9월 13일 육군 필승부대
- 9월 20일 육군 논산 훈련소
- 9월 27일 해군 학사장교 65기
- 10월 4일 육군 사관학교
- 10월 11일 해군 사관학교
- 10월 18일 공군 사관학교[11기]
- 10월 25일 시청자 사연 특집(육군)
- 11월 1일 육군 제1113야전 공병단
- 11월 8일 육군 3사관학교 1기
- 11월 15일 육군 뇌종부대(22사)
- 11월 29일 육군 2군단 제2포병여단 855대대
- 12월 6일 육군 비룡부대(25사) 수색대, 육군 수방사 헌병 기동대
- 12월 13일 육군 기계화학교-61회
- 12월 20일 육군 화랑부대-62회
- 12월 27일 육군 특수전사령부 1공수

### 2000년
- 1월 3일 해병 1사단 수색대
- 1월 10일 육군 백두산부대
- 1월 17일 육군 청성부대
- 1월 24일 육군 노도부대
- 1월 31일 육군 군악대
- 2월 7일 육군 이기자부대
- 2월 14일 육군 전진부대
- 2월 21일 육군 열쇠부대
- 2월 28일 육군 승진포병부대
- 3월 6일 육군 결전부대
- 3월 13일 육군 백마부대 파월 의무 전우회
- 3월 20일 육군 불무리부대
- 3월 27일 육군 무적태풍부대
- 4월 3일 육군 백골부대
- 4월 10일 육군 삼사관 학교 1기생
- 4월 17일 여군 간호사관학교
- 4월 24일 육군 츙룡부대
- 5월 1일 해병 청룡부대
- 5월 8일 육군 승리부대-82회
- 5월 15일 육군 ROTC 1기
- 5월 22일 공군 제 3비행훈련단
- 5월 29일 육군 뇌종부대
- 6월 5일 [한국전50년] 육군 특전사 9공수(6기)
- 6월 19일 [한국전50년] 해군 UDT
- 6월 26일 [한국전50년] 공군 블랙이글스
- 7월 3일 [한국전50년] 해병 백령여단
- 7월 10일 여군학교 여군장교
- 7월 24일 해병대 NAROM
- 7월 31일 육군 하사관 학교
- 8월 7일 3사단 백골부대
- 8월 14일 25사단 학보병
- 8월 21일 32사단 백룡부대
- 8월 28일 해군 사관학교
- 9월 18일 육군 11사단 1대대
- 9월 25일 국군 체육부대
- 10월 2일 육군 국군 군의학교
- 10월 9일 육군 포병학교-100회 특집
- 10월 16일 해군항공단
- 10월 23일 육군 종합행정학교 헌병
- 10월 30일 육군 칠성부대
- 11월 13일 육군항공학교
- 11월 20일 육군백호 특공부대
- 11월 27일 공군 의장대
- 12월 4일 수도방위사령부 통신단
- 12월 11일 육군 강철부대
- 12월 18일 해군 제 3함대
- 12월 25일 5군단 101포병대대

### 2001년
- 1월 8일 오뚜기사단
- 1월 15일 육군 노도부대
- 1월 22일 육군 수기사 재구대대
- 1월 29일 육군 5사단 35연대
- 2월 5일 5군수사령부영현중대
- 2월 12일 제1방공여단 선봉솔개부대
- 2월 19일 233탐색구조비행전대
- 2월 26일 1사단 11연대
- 3월 5일 진해해군의장대
- 3월 12일 육군 백마부대
- 3월 19일 육군 1군단 포병여단
- 3월 26일 전투경찰,의무경찰편
- 4월 2일 육군 무적태풍부대
- 4월 9일 해병2사단
- 4월 16일 제1야전수송교육단
- 4월 23일 방공포병사령부
- 4월 30일 해군 제2함대 편
- 5월 7일 도하 공병단
- 5월 14일 수도방위사령부 헌병단
- 5월 21일 26사단 불무리부대
- 5월 28일 화랑부대
- 6월 4일 육군 백골부대
- 6월 11일 진해해군작전사령부
- 6월 18일 제5전술 공수비행단
- 6월 25일 해병대1사단
- 7월 2일 파도부대
- 7월 9일 국군간호사관학교
- 7월 16일 육군 화살부대
- 7월 23일 이기자 부대
- 7월 30일 육군 철벽부대
- 8월 6일 육군 충경부대
- 8월 13일 해병대 육여단
- 8월 20일 ROTC 5기
- 8월 27일 36보병사단
- 9월 3일 5군단 705특공연대
- 9월 10일 육군 비룡부대
- 9월 17일 학사장교 1기
- 9월 24일 육군용마부대
- 10월 1일 육군사관학교
- 10월 8일 노도부대
- 10월 15일 육군 오뚜기부대
- 10월 22일 여군학교
- 10월 29일 육군 승리부대
- 11월 12일 15혼성비행단
- 11월 19일 육군 봉화부대
- 11월 26일 육군 열쇠부대
- 12월 3일 육군 번개부대
- 12월 10일 2군사령부 제2수송교육단
- 12월 17일 육군 전진부대
- 12월 24일 공군군악대
- 12월 31일 육군 을지부대

### 2002년
- 1월 7일 해병대 연평부대
- 1월 14일 백두산 부대
- 1월 21일 흑표범부대
- 1월 28일 해군 제1함대
- 2월 4일 백호부대
- 2월 11일 상록수부대
- 2월 18일 미추홀부대
- 2월 25일 공군 군수사령부
- 3월 4일 방패선승부대
- 3월 11일 제1야전군번개부대
- 3월 18일 화랑부대
- 3월 25일 해군 제주도 방어사령부
- 4월 1일 육군항공작전사령부
- 4월 8일 육군 1101 야공단
- 4월 15일 육군훈련소
- 4월 22일 공군교육사령부
- 4월 29일 국군간호사관학교
- 5월 6일 육군열쇠부대
- 5월 13일 육군 제3사관학교
- 5월 20일 육군진격부대
- 5월 27일 해군사관학교
- 6월 17일 특전사 귀성부대
- 7월 8일 뇌종부대
- 7월 15일 해병대 제1사단
- 7월 22일 해군 작전사 잠수함 전단
- 7월 29일 육군노도부대
- 8월 5일 해군 교육사령부
- 8월 12일 19 전투비행단
- 8월 19일 201 특공여단
- 8월 26일 20사단
- 9월 2일 육군 부사관학교
- 9월 9일 칠성부대
- 9월 16일 56사단
- 9월 23일 공군 제11전투비행단
- 10월 7일 해병대 청룡부대
- 10월 21일 군수사령부
- 10월 28일 육군 37사단
- 11월 4일 항공의료원
- 11월 11일 해군 제 2함대 사령부 편
- 11월 18일 200회 특집편
- 11월 25일 육군 전승부대
- 12월 2일 해병대 흑룡부대
- 12월 9일 특전사 황금박쥐 부대
- 12월 23일 육군 을지부대
- 12월 30일 육군 충룡부대

### 2003년
- 1월 6일 특공 표범부대
- 1월 13일 공군 16전투비행단
- 1월 20일 해병대 교육 훈련단
- 1월 27일 국군체육부대
- 2월 3일 특전사 천마부대
- 2월 10일 육군 노도부대
- 2월 17일 육군 비호포병부대
- 3월 3일 해군 목포 해역 방어 사령부
- 3월 10일 육군 권율 부대
- 3월 24일 육군 제1군수지원사령부
- 3월 31일 공군 제8전투비행단
- 4월 7일 육군 뇌종부대
- 4월 14일 육군 제 1 건설단
- 4월 21일 공군기상전대
- 4월 28일 한국군 지원단 (카투사)
- 5월 12일 "TV내무반 신고합니다" 하이라이트 편

## 같이 보기
- 우정의 무대 (MBC)